# نیتروفوران

نیتروفورال (نیتروفورازون)

نیفوراتل

نیتروفوران‌ها دسته‌ای از داروها هستند که معمولاً به عنوان آنتی‌بیوتیک یا ضد میکروب استفاده می‌شوند. شکل ساختاری این ترکیبات به صورت یک حلقه فوران با یک گروه نیترو است.
- ضد باکتری (آنتی‌بیوتیک)
  - دیفورازون (همچنین به عنوان نیترووین شناخته می‌شود) - یک محرک رشد ضد باکتریایی است که در خوراک دام استفاده می‌شود.
  - فورازولیدون
  - نیفورفولین
  - نیفوروکسازید
  - نیفورکینازول
  - نیفورتوئینول
  - نیفورزید
  - نیتروفورال (همچنین به عنوان نیتروفورازون شناخته می‌شود)
  - نیتروفورانتوئین - دارویی است که برای درمان عفونت دستگاه ادراری استفاده می‌شود.[۳]
  - رانبزولید - از نظر فنی یک آنتی‌بیوتیک اگزازولیدینون است که یک گروه نیتروفوران دارد.
- ضد میکروبی
  - فورالتادون - ضد پروتئوزوآ
  - فورازیدین - ضد باکتری و ضد پروتئوزوآ
  - فوریل فوراماید - ماده نگهدارنده مواد غذایی که قبلاً استفاده می‌شده‌است.
  - نیفوراتل - ضد پروتئوزوآ
  - نیفورتیموکس - ضد پروتئوزوآ